# اخترپیشانی گلوبنفش
اخترپیشانی گلوبنفش (نام علمی: Coeligena violifer) گونه‌ای از مرغ‌های مگس در تبار «خورشیدرخشان‌تباران» (Heliantheini) در زیرتیرهٔ Lesbiinae است. در بولیوی و پرو و احتمالاً اکوادور یافت می‌شود.